# Adiantum hispidulum
Adiantum hispidulum é um pequeno feto da família Pteridaceae de distribuição alargada. Pode ser encontrada em África, Austrália, Polinésia, Região da Malésia, Nova Zelândia e outras Ilhas do Pacífico. As suas frondes emergem como amontoados a partir de rizomas em rochas ou no solo em zonas protegidas.
O seu nome comum é feto-avenca

## Taxonomia
Adiantum hispidulum foi descrita pela primeira vez pelo botânico sueco Olof Peter Swartz em 1802. O nome da espécie deriva do latim hispis, significando "pêlo"

## Descrição
Adiantum hispidulum cresce em tufos e aglomerados em rochas ou no solo. As frondes emergem a partir dos rizomas pretos e de pequena dimensão. A estipe, de cor preta, mede até 45 cm de comprimento. As frondes são divididas em pinas triangulares ou elípticas, cada uma dividida em pínulas de forma rectangular, de leque ou de diamante. Cada pínula poderá ter 1 a 20 soros ao longo das margens inferiores. As plantas pequenas poderão ter uma colocação rosa até à maturação, quando apresentam uma folhagem verde.

## Distribuição e habitat
A área de distribuição da espécie abrange desde a África oriental tropical, incluindo a África do Sul, Malawi, Quénia e Tanzânia, assim como Madagáscar e as Comores, Maurícia, até à Ásia, Malésia, incluindo todos os estados da Austrália, assim como a Nova Zelândia e ilhas do Pacífico. Uma planta comum, Adiantum hispidulum, é muitas vezes vista a crescer em zonas húmidas. Na Austrália é encontrada junto a rochas, em florestas húmidas ou florestas abertas.
A espécie está presente nos Açores e na Madeira, com o estatuto de introduzida. Não se encontra protegida por legislação portuguesa ou da Comunidade Europeia.

## Cultivo
Adiantum hispidulum pode ser cultivada como planta ornamental, adaptando-se bem a essas condições, tendo no entanto um crescimento lento. É mais tolerante ao solo e a ficar seca, em comparação a outras espécies de fetos.

## Sinónimos
Segundo o The Plant List, esta espécie tem os seguintes sinónimos:
- Adiantum hispidulum' f. strictum Gilbert
- Adiantum pedatum G. Forst.
- Adiantum pubescens Schkuhr